# Бокгорн (Нижня Саксонія)
Бокгорн (нім. Bockhorn) — сільська громада в Німеччині, розташована в землі Нижня Саксонія. Входить до складу району Фрисландія.
Площа — 77,15 км2. Населення становить 8991 ос. (станом на 31 грудня 2021).